# الكاشي ماشي (فلم)
الكاشي ماشي هو فيلم مصري من إنتاج 2000 من تاليف حلمي شفيق وإخراج طارق النهري. وهو من أفلام عيد الفطر 1421 هـ.

## ملخص الاحداث
تدور أحداث هذا الفيلم في إطار حركي حيث العالم زكى يكتشف إمكانية تحويل المياة المالحة إلى طاقة ويسجل اختراعه على شريط، يتم اغتياله ويسرق الشريط، سالى وجيهان ورشا مضيفات بإحدى شركات السياحة يعثرن على الشريط ويزج بهن في المطاردة وتتوالى الأحداث.

## الشخصيات
- وحيد سيف
- نرمين الفقي
- فؤاد خليل
- يوسف داود
- رانيا يوسف

## روابط خارجية
- مقالات تستعمل روابط فنية بلا صلة مع ويكي بيانات